# Copeland (Cumbria)
Copeland war ein District mit dem Status eines Borough in der Grafschaft Cumbria in England. Verwaltungssitz war die Stadt Whitehaven; weitere bedeutende Orte waren Cleator Moor, Egremont und Millom. Weltweit bekannt ist das Nuklearzentrum Sellafield beim Dorf Seascale.
Der Bezirk wurde am 1. April 1974 gebildet und entstand aus der Fusion des Borough of Whitehaven sowie der Rural Districts Ennerdale und Millom. Er wurde zum 1. April 2023 aufgelöst und dann mit Carlisle und Allerdale zur neuen Unitary Authority Cumberland zusammengeschlossen.